# Giona
Die Giona ist ein rund 15 km langer Fluss, der im Schweizer Kanton Tessin entspringt und auf italienischem Staatsgebiet den Lago Maggiore erreicht. Die Quelle liegt am Südhang des Monte Tamaro. Die Giona fließt größtenteils in Richtung Südwest und tangiert die Ortschaft Indemini (Gemeinde Gambarogno). Sie hat eine Länge von 15,1 km, wovon 4,6 km in der Schweiz, 10,5 km in Italien und 120 Meter auf der Grenze liegen.
Sie durchfließt in der Schweiz das Val Giona, das sich in Italien mit der Talschaft Valle Veddasca fortsetzt. Vorerst verläuft die Gemeindegrenze zwischen Maccagno con Pino e Veddasca und Curiglia con Monteviasco entlang der Giona. Beidseits der Flussmündung auf einem weit in den Lago Maggiore vorgeschobenen Schwemmkegel liegt das Dorf Maccagno.

## Hydroenergetische Nutzung
Die Giona wird seit 1902 zur Erzeugung von Elektrizität genutzt. Etwa 4  km vor ihrer Mündung wird der Fluss dazu von einer kleinen Staumauer in Teilen in einen Ableitungskanal von ca. 1 Meter Breite auf der rechten Flussseite abgeführt. Auf den letzten 230 Metern leitet ein Stahlrohr das Wasser zu den Generatoren. Bei der Erbauung der Anlage handelte es sich um drei Generatoren mit je 350 kW Leistung bei 6700 Volt und 50 Hz. Der genutzte Höhenunterschied beträgt 145 Meter. Eine zweite Anlage neueren Datums entnimmt kurz hinter dem alten Maschinenhaus wieder Wasser und führt es durch eine unterirdische Druckleitung zu einem nahe der Mündung, 40 Meter tiefer gelegenen kleineren Maschinenhaus. Die Leitung endet 20 m vor dem Civico Museo Parisi-Valle.